# Zgrada bivšeg hotela Slavija u Hvaru
Zgrada bivšeg hotela Slavija u Hvaru, na istočnoj gradskoj rivi, na adresi Obala Riva 27. Autor je Antun Šatara.

## Opis
Kamena dvokatnica nastala je integriranjem baroknih kuća iz 18. i 19. stoljeća. Prozori u kamenim pragovima s profiliranim nadvratnicima postavljeni su u osi, a kuća je zakrovljena četverostrešnim krovom. U prizemlju prema obali su vrata baroknog sloga zasvođena lukom. Na istočnoj strani je ograđeno dvorište s vratima barokne profilacije s ukrasom dijamantnog šiljka. Projekt hotela autora arh. Šatare uskladio je suvremenu namjenu i povijesno graditeljstvo, te je nagrađen visokom državnom nagradom za suvremenu arhitekturu.

## Zaštita
Pod oznakom Z-6860 zavedena je pod vrstom "nepokretno kulturno dobro - pojedinačno", pravna statusa zaštićena kulturnog dobra, klasificirano kao "javne građevine".